# Pedanías Altas de Lorca
Las Pedanías Altas de Lorca (Murcia), España, también denominadas "Tierras Altas de Lorca", es la zona conformada por las pedanías más al norte del municipio. Con una extensión de 451,573 km, el antiguo Campo Coy limita al norte con los municipios de Caravaca, Cehegín y Mula, al este con Totana y al oeste con la Provincia de Almería.

## Historia
La historia de las Tierras Altas de Lorca se pierden en la noche de los tiempos. Los primeros asentamientos humanos los podemos encontrar junto al río Luchena, en la Culebrina, se trata de pinturas rupestres esquemáticas del Neolítico (Abrigo del Mojao, Abrigo de los Gavilanes y Abrigo de Covaticas). En Coy aparece el primer poblado de altura de la Región de Murcia donde se han hallado restos de cerámica neolítica y campaniforme (Cerro de la Viñas).
En la Edad del Bronce, dentro de la cultura argárica podemos destacar los yacimientos del Cerro de Las Viñas en Coy; Luchena, Cueva del Tío Chiripa, Mora del Cano en la Culebrina; Peña María en Zarcilla de Ramos; El Castillico en La Paca y Paraje de Alhagüeces en Zarzadilla Totana. 
La Cultura Ibérica tiene su mayor exponente en la necrópolis de la Fuentecica del Tío Garrulo en Coy donde se encontró el famoso León de Coy.
Con el periodo romano se desarrollan villas agrícolas en las proximidades del río Turrilla como las de la Venta Ossete en La Paca, el Mingrano en Zarcilla de Ramos, Los Cantos en Doña Inés y el santuario del Villar en Coy. 
Con los musulmanes la villa mudéjar de Coy controlaba todo el territorio, tras el pacto de Teodomiro, el territorio permaneció cultivado y en relativa calma existiendo documentos que prueban la existencia de pequeñas alquerías y como núcleo más importante Coy, donde vivían unas 20 familias.
La Reconquista del Reino de Murcia trajo tiempos de inestabilidad debido a la proximidad del Reino de Granada, la villa mudéjar de Coy quedó casi despoblada, sus habitantes por la presión castellana se desplazó hacia el reino vevino, construyéndose fortalezas y torres de vigilancia entre ellas el Castillo de Luchena y varias torres desaparecidas. Alfonso X El Sabio dona todo el territorio, denominado en aquella época Campo Coy, al concejo de Lorca, incluyendo Celdá que pertenecía a estas tierras (actualmente en el municipio de Caravaca). 
El Libro de montería de Alfonso XI, documenta en el siglo XIV la existencia de caballos salvajes o encebras en este territorio, donde eran cazados en invierno. 
En 1340 Campo Coy y Celdá, siendo señorío de Pérez de Canara fue vendido al marqués de Villena, D. Sancho Manuel, hijo del Infante Juan Manuel y Alcaide de Lorca. Posteriormente, en 1381, Cerdá fue anexionado a los señoríos de la Orden de Santiago, de la Encomienda de Caravaca.
Las minas de plomo en Coy y Zarzadilla de Totana llegaron a producir más de veinte mil kilos de metal que se trasladaba al Puerto de Mazarrón.
En 1723 segregándose de la Colegiata de San Patricio se crea la primera parroquia de estas tierras, la de San Antonio Abad de Coy, posteriormente San José, existiendo en los demás núcleos ermitas que eran atendidas por párroco de dicha iglesia. En 1903 se segrega de ella la de Zarzadilla Totana y a lo largo de siglo XX las de Zarcilla de Ramos, La Paca y Aviles en 1964. 
En el siglo XVIII, las Tierras Altas fueron divididas en diferentes señoríos: los Riquelme en Coy, Don Gonzalo Musso en La Paca, Diego Bravo y Alfonso Osorio en Zarcilla de Ramos, etc. 
Esta dependencia de las tierras de la administración de sus propietarios hipotecó de alguna manera su futuro. Durante el siglo XIX los campos de las Tierras Altas siguieron inmersos en una economía de subsistencia, y durante el XX la falta de desarrollo de infraestructuras de comunicación determinó la despoblación del territorio.
El 29 de enero de 2005 se produjo un terremoto de 4,6 grados en la escala de Richter con epicentro en La Paca y Zarcilla de Ramos que provocó diversos daños materiales, sobre todo en la estructura de diversos edificios, tanto en las ya citadas pedanías como en Avilés, Coy, Doña Inés y Zarzadilla de Totana.

## Poblaciones
Casco urbano de Lorca
Las Tierras Altas están formadas por las siguientes pedanías:
| Pedanía              | Número de habitantes (2021) |
| -------------------- | --------------------------- |
| Avilés               | 283                         |
| Coy                  | 321                         |
| Culebrina            | 3                           |
| Doña Inés            | 116                         |
| La Paca              | 1.135                       |
| Zarcilla de Ramos    | 1.025                       |
| Zarzadilla de Totana | 423                         |
| TOTAL                | 3.306                       |

## Geografía
Entre montañas y una vasta altiplanicie se configura esta inmensa comarca de las Tierras Altas de Lorca:
- La sierra del Gigante (1493 m s. n. m.) al oeste;
- las sierras de los Ceperos, Burete y la Lavia (1238 m s. n. m.) y la de Ponce, coronada por La Selva (1521 m s. n. m.) y El Rivazuelo (1530 m s. n. m.) al norte;
- y la de Espuña, al este.

Las Tierras altas de Lorca se extienden a lo largo de un ondulado territorio por donde circulan ríos Luchena y Turrilla que a veces también se torna  montañoso con las sierras de la Culebrina, del Gigante, del Madroño y del Cambrón (1527 m s. n. m.).
Los límites de este territorio al sur vienen dados por el valle del Guadalentín y los llanos de Torrealvilla.

### Clima
Mediterráneo continental, la temperatura media anual se sitúa entre los 14 y 15 °C, presentando una oscilación térmica considerable que se acerca a cierto clima continental. Los inviernos son fríos y largos, con una media de 4 y 5 °C en enero, mientras que la del mes de julio ronda los 25 °C. Las precipitaciones medias presentan valores de entre 350 y 400 mm, siendo las lluvias de marcado carácter torrencial.

## Rally Tierras Altas de Lorca
Desde el año 2012 se realiza en la zona el Rally Tierras Altas de Lorca siendo puntuable desde el año siguiente para el Campeonato de España de Rally de Tierra, y desde 2019 para el Súper Campeonato de España de Rally.

## Reintroducción del lince ibérico
En diciembre de 2022 se aprobó el área de reintroducción "Tierras Altas de Lorca" para la vuelta del lince ibérico a la Región de Murcia. Con una superficie de 225 km², las primeras sueltas comenzaron en marzo del año siguiente, liberando tres ejemplares.
En mayo de 2025 nacieron los dos primeros cachorros.